# Pygoleptura
Pygoleptura is een kevergeslacht uit de familie van de boktorren (Cerambycidae). De wetenschappelijke naam van het geslacht werd voor het eerst geldig gepubliceerd in 1976 door Linsley & Chemsak.

## Soorten
Pygoleptura omvat de volgende soorten:
- Pygoleptura brevicornis (LeConte, 1873)
- Pygoleptura carbonata (LeConte, 1861)
- Pygoleptura nigrella (Say, 1827)